# Otzma Yehudit
Otzma Yehudit (in ebraico עוצמה יהודית‎?, lett. "Potere ebraico") è un partito politico israeliano di estrema destra, fondato nel 2012. Noto inizialmente come Otzma LeYisrael (in ebraico עָצְמָה לְיִשְׂרָאֵל‎?, lett. "Potere per Israele"), è considerato il successore ideologico del partito Kach, sciolto dal governo israeliano nel 1994.

## Storia
Otzma LeYisrael nasce il 13 novembre 2012 come scissione dall'Unione Nazionale di due membri della Knesset, il secolare Aryeh Eldad (del partito Hatikva) e l'ebreo ortodosso Michael Ben-Ari (del Fronte Nazionale Ebraico), in vista delle elezioni del 2013.
Il partito si presenta alle elezioni del 2013 da solo e a quelle del 2015 in alleanza con il partito ultra-ortodosso Yachad, non riuscendo a superare la soglia di sbarramento in nessuno dei due casi.
In vista delle elezioni dell'aprile 2019, il partito forma l'Unione dei Partiti di Destra con La Casa Ebraica e Tkuma. Nonostante l'alleanza riesca ad ottenere 5 seggi, Otzma Yehudit non elegge nessuno, a causa dell'esclusione di Michael Ben-Ari dalle liste elettorali da parte della Corte Suprema.
Il partito si presenta da solo alle elezioni del settembre 2019 e del 2020, non riuscendo a superare la soglia di sbarramento.
In vista delle elezioni del 2021, Otzma Yehudit forma un'alleanza con il Partito Sionista Religioso e con Noam, su pressione del primo ministro Benjamin Netanyahu. La lista ottiene 6 seggi, di cui uno spettante al leader di Otzma Yehudit Itamar Ben-Gvir.

## Programma politico
Il programma del partito prevede l'annessione della Cisgiordania e il pieno controllo israeliano del territorio compreso tra il mar Mediterraneo e il fiume Giordano. Il partito rifiuta l'idea di uno Stato Palestinese e chiede la cancellazione degli Accordi di Oslo e l'imposizione della sovranità ebraica sul Monte del Tempio.
Il partito si oppone inoltre "al congelamento della costruzione degli insediamenti israeliani, al rilascio dei terroristi e alle negoziazioni con l'Autorità Nazionale Palestinese" e chiede la deportazione degli "estremisti arabi" e di "chiunque agisca contro lo Stato di Israele".
Nel campo dell'istruzione, il partito propone un più approfondito insegnamento della storia ebraica in tutte le scuole elementari, per rafforzare l'identità ebraica negli studenti.

## Leader
- Aryeh Eldad (2012-2013)
- Michael Ben-Ari (2013-2019)
- Itamar Ben-Gvir (2019-)

## Risultati elettorali
| Elezioni       | Leader          | Voti                            | %                               | Seggi   | +/-     |
| -------------- | --------------- | ------------------------------- | ------------------------------- | ------- | ------- |
| 2013           | Aryeh Eldad     | 64.782                          | 1.76                            | 0 / 120 | 2       |
| 2015           | Michael Ben-Ari | In Yachad                       | In Yachad                       | 0 / 120 | Stabile |
| Aprile 2019    | Michael Ben-Ari | In Unione dei Partiti di Destra | In Unione dei Partiti di Destra | 0 / 120 | Stabile |
| Settembre 2019 | Itamar Ben-Gvir | 83.609                          | 1.88                            | 0 / 120 | Stabile |
| 2020           | Itamar Ben-Gvir | 19.402                          | 0.42                            | 0 / 120 | Stabile |
| 2021           | Itamar Ben-Gvir | In Partito Sionista Religioso   | In Partito Sionista Religioso   | 1 / 120 | 1       |
| 2022           | Itamar Ben-Gvir | Con Partito Sionista Religioso  | Con Partito Sionista Religioso  | 6 / 120 | 5       |